# L'Estagnas
L’Estagnas est un lac des Pyrénées françaises situé sur la commune de Mérens-les-Vals dans le département de l'Ariège, en région Occitanie.

## Géographie
Situé à une altitude de 2 056 m et d'une superficie de 0,3 ha, l'Estagnas est surplombé à son sud-ouest par le Pic de l'Estagnas (2 615 m).

## Voies d'accès
L'Estagnas est accessible uniquement à pied par le GR 10 entre Mérens-les-Vals et l'étang des Bésines, en remontant dans un premier temps le vallon du ruisseau de Nabre.